# Pontpierre (Luxemburg)
Pontpierre (Luxemburgs: Steebrécken, Duits: Steinbrücken) is een plaats in de gemeente Mondercange en het kanton Esch-sur-Alzette in Luxemburg.
Pontpierre telt 972 inwoners (2001).

## Bezienswaardigheden

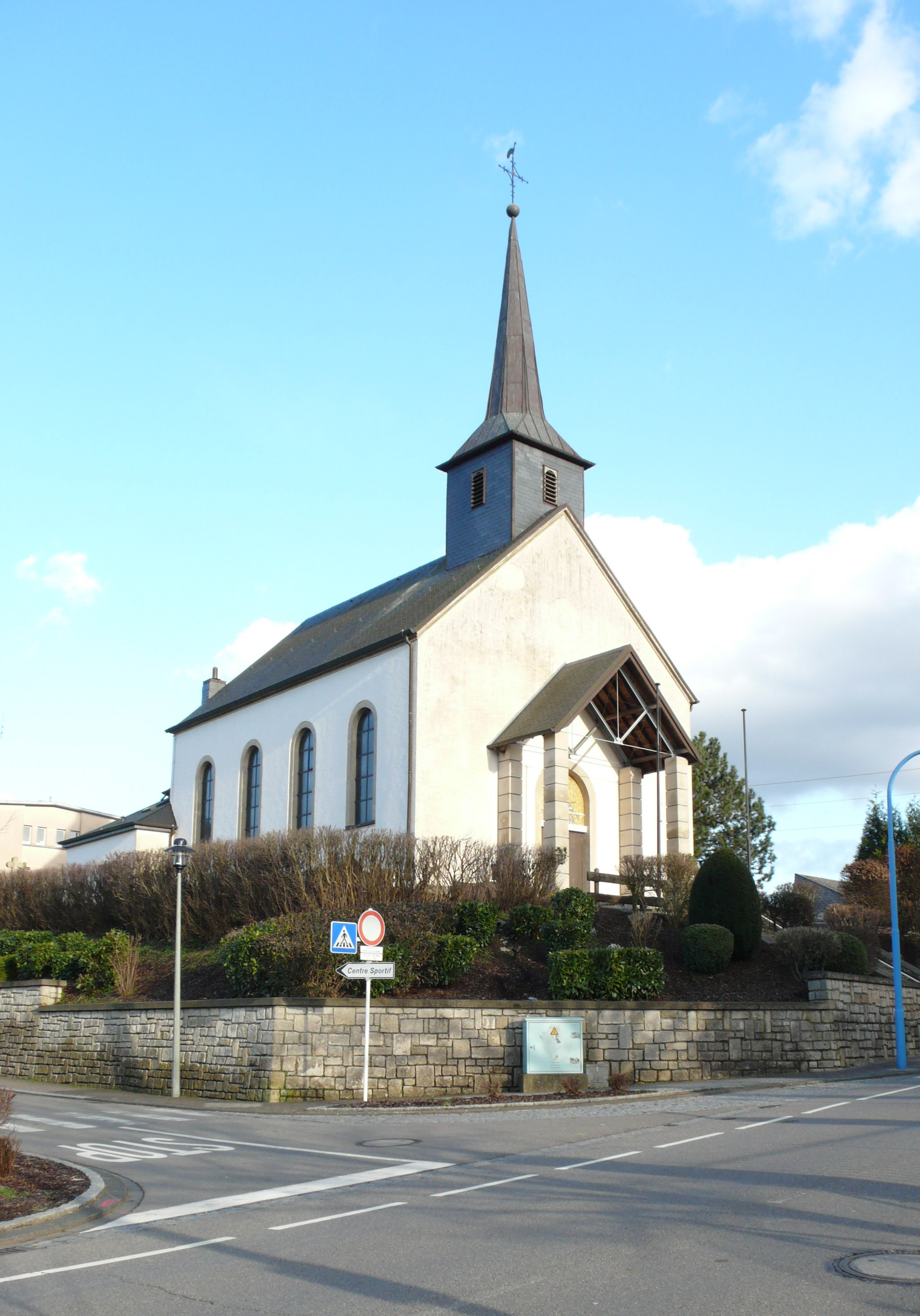
Église Saint-Hubert

- De Église Saint-Hubert